# Paulinów (Bełchatów)
Paulinów – północno-wschodnia część miasta Bełchatów w Polsce, w województwie łódzkim, w powiecie bełchatowskim. Rozpościera się w okolicy ulicy Nowej.

## Historia
Paulinów to dawna wieś, od 1867 w gminie Bełchatówek w powiecie piotrkowskim w guberni piotrkowskiej. Od 1919 w woj. łódzkim. Tam 19 października 1933 utworzono gromadę Helenów w gminie Bełchatówek, składającej się z kolonii Helenów, Leonów i Paulinów.
Podczas II wojny światowej Paulinów włączono do III Rzeszy.
Po wojnie ponownie w województwie łódzkim i powiecie piotrkowskim. W związku z reorganizacją administracji wiejskiej jesienią 1954, Paulinów (jako składowa gromady Helenów) wszedł w skład nowej gromady Bełchatów. 1 stycznia 1956 wszedł w skład nowo utworzonego powiatu bełchatowskiego. 29 lutego 1956 zniesino gminę Bełchatów, a Paulinów trafił do gromady Dobrzelów, a po jej zniesieniu 31 grudnia 1961 – ponownie do gromady Bełchatów.
Od 1 stycznia 1973 w nowo utworzonej gminie Bełchatów (sołectwo Dobrzelów) w powiecie piotrkowskim. W latach 1975–1977 miejscowość należała administracyjnie do województwa piotrkowskiego.
1 lutego 1977 Paulinów włączono do Bełchatowa.